# Le Leslay
Le Leslay (bret. Al Leslae) – miejscowość i gmina we Francji, w regionie Bretania, w departamencie Côtes-d’Armor.
Według danych na rok 1990 gminę zamieszkiwało 112 osób, a gęstość zaludnienia wynosiła 22 osoby/km² (wśród 1269 gmin Bretanii Le Leslay plasuje się na 1023. miejscu pod względem liczby ludności, natomiast pod względem powierzchni na miejscu 1015.).